# Ampasina Maningory
Ampasina Maningory è una città e comune del Madagascar situata nel distretto di Fenerive Est, regione di Analanjirofo. 
La popolazione del comune rilevata nel 2001 era pari a 36 136 unità.